# Lubbock
Lubbock är en stad i Lubbock County i delstaten Texas, USA. Den är statens tionde största stad med drygt 250 000 invånare. Lubbock är administrativ huvudort (county seat) i Lubbock County. Staden är känd för att ha en stor mängd kyrkor. Staden är centralort i South Plains, ett av USA:s största bomullsodlingsdistrikt. Lubbock är universitetsstad och säte för Texas Tech University.
Kända personer från Lubbock:
- Buddy Holly- rocksångare
- Kimmie Rhodes- countrysångerska
- Chace Crawford - skådespelare